# Rakszawa
Rakszawa est une localité polonaise, siège de la gmina de Rakszawa, située dans le powiat de Łańcut en voïvodie des Basses-Carpates.